# トップ・シークレット (映画)
『トップ・シークレット』（Top Secret!）は、1984年のコメディ映画。
監督はジム・エイブラハムズ、デヴィッド・ザッカー、ジェリー・ザッカー（ZAZ）、出演はヴァル・キルマーとルーシー・ガタリッジなど。
ZAZの3人が4年ぶりに映画に再結集した作品で、古今東西のスパイ映画や戦争映画の名場面、エルヴィス・プレスリーやザ・ビーチ・ボーイズといった人気音楽アーティストのパロディなどギャグを満載した、ZAZの真骨頂とされるコメディである。

## ストーリー
東ドイツで開催されることになった国際文化フェスティバル。アメリカ合衆国代表だった指揮者が参加を取り止めたため、アメリカ合衆国で国民的人気を誇るロック歌手ニック・リバースが招待される。しかし、この文化祭はあくまでもカモフラージュであり、東ドイツの真の目的は誘拐した天才科学者に強力な新兵器を開発させ、それによる世界征服を行うという恐ろしいものだった。そうとは知らないニックは、ひょんなことから科学者の娘ヒラリーを助けてしまい、世界の存亡をかけた戦いに巻き込まれてしまう。

## キャスト
| 役名                     | 俳優                         | 日本語吹替   | 日本語吹替 |
| 役名                     | 俳優                         | テレビ朝日版 |            |
| ------------------------ | ---------------------------- | ------------ | ---------- |
| ニック・リバース         | ヴァル・キルマー             | 山寺宏一     |            |
| ヒラリー・フラモンド     | ルーシー・ガタリッジ         | 佐々木優子   |            |
| 書店の店主               | ピーター・カッシング         |              |            |
| ストレック将軍           | ジェレミー・ケンプ           | 寺島幹夫     |            |
| ナイジェル               | クリストファー・ヴィリアーズ | 千葉繁       |            |
| ポール・フラモンド博士   | マイケル・ガフ               | 田村錦人     |            |
| エージェント・セドリック | オマー・シャリフ             | 池田勝       |            |
| ドゥクワ                 | ハリー・ディトソン           | 千田光男     |            |
| デジャヴ                 | ジム・カーター               | 西村知道     |            |
| マーティン               | ビリー・J・ミッチェル        | 嶋俊介       |            |

- テレビ朝日版 - 初回放送1990年4月7日『ウィークエンドシアター』

その他の声の出演：島香裕、村松康雄、福田信昭、塚田正昭、大塚明夫、小室正幸、井上喜久子、こおろぎさとみ
演出：木村絵理子、翻訳：岩本令、調整：小野敦志、効果：リレーション、制作：東北新社

## 作品の評価
Rotten Tomatoesによれば、批評家の一致した見解は「『トップ・シークレット』でザッカー＝エイブラハムズ＝ザッカーのチームはスパイ映画からエルヴィスのミュージカルまで全てを無謀でいかれたやり方で思うがままに茶化している。」であり、35件の評論のうち高評価は77%にあたる27件で、平均点は10点満点中6.6点となっている。
Metacriticによれば、15件の評論のうち、高評価は8件、賛否混在は7件、低評価はなく、平均点は100点満点中68点となっている。